# جوزيف باين برينان
جوزيف باين برينان (بالإنجليزية: Joseph Payne Brennan)‏ (20 ديسمبر 1918 - 28 يناير 1990)؛ شاعر وروائي أمريكي.